# جلول بختي نميش
جلول بختي نميش (وُلِدَ في 27 مارس 1922 بنواحي مدينة وهران - توفي في 22 جويلية 1992 بالجزائر العاصمة) من الوزراء السابقين في الحكومة الجزائرية، تولى منصب وزير المجاهدين، في 15 يوليو 1980 إلى غاية 12 أبريل 1986، في حكومة عبد الغاني الثانية وحكومة عبد الغاني الثالثة وحكومة الإبراهيمي الأولى،

## مشاركته في الهجوم على مركز البريد أثناء الثورة الجزائرية
كان في ذلك الوقت يعمل في مركز بريد وهران، وكانت عملية بريد وهران من تخطيط المنظمة السرية، بهدف جمع الأموال اللازمة لإعداد الكفاح المسلح، (الجناح المسلح للحركة من أجل انتصار الحريات الديمقراطية). أنظر: تطور الحركة الوطنية الجزائرية (1918-1954)، وكان ذلك بعد مجازر 8 ماي 1945 التي خلفت 45 ألف شهيد. وقد كان التخطيط والتحضير في سرية تامة للهجوم على المركز البريدي لوهران مع بداية 1949. وقد نجحت مجموعة من المناضلين أمثال حسين آيت أحمد وأحمد بن بلة وحمو بوتليليس والإخوة لونيس وعمر خطاب وبلحاج بوشعايب (سي أحمد) ومحمد خيضر في تنفيذ هذه العملية بفضل مشاركة جلول بختي نميش. وقد سمحت المعلومات التي قدمها سي بختي بتحديد اختيارين «إما الهجوم على البريد في اليوم الموالي للإيداع الاسبوعي لمبالغ مالية هامة» أو«اعتراض القطار الذي ينقل الأموال والقادم من بشار».وقد اختارت قيادة المنظمة السرية الاقتراح الأول الذي كان مبرمجا في المرة الأولى بداية مارس 1949 قبل تأجيله بسبب عطب مس سيارة. وبعد تزويدها بسيارة جديدة شرعت مجموعة المناضلين في تنفيذ العملية يوم 5 أفريل 1949 عند الساعة الخامسة و45 دقيقة بعد الزوال وإقتحمت مركز البريد حيث تظاهر أحدهم بإرسال برقية ليشغل العامل وتمكين البقية من الدخول والاستيلاء على مبلغ 178٫3 مليون فرنك فرنسي قديم. وقد «سمح المبلغ بتمويل نشاطات المنظمة السرية واقتناء الأسلحة التي استعملت فيما بعد لاندلاع الثورة التحريرية»

## مناصب أعماله
- عمل منصب مدير للدراسات الدولية بوزارة الدفاع الوطني، في الفترة مابين 1965ـ 1966.
- عمل منصب مدير لقسم افريقيا بوزارة الشؤون الخارجية.
- عمل سفيرا بغينيا إلى غاية 1970.
- عمل منصب أمين عام بوزارة الصحة العمومية.
- نائبا ثم رئيس لجنة الشؤون الاجتماعية في المجلس الشعبي الوطني (الجزائر) سنة 1977.
- عمل منصب سفير في نواقشوط، موريتانيا سنة 1979 .
- عمل منصب وزير المجاهدين 15 جويلية 1980.
- عمل عضوا في اللجنة المركزية في حزب جبهة التحرير الوطني.

## وفاته
توفي يوم الأربعاء 22 جويلية 1992 بالجزائر العاصمة.